# Yosuke Nakata
Yosuke Nakata (中田 洋介 Nakata Yosuke?, nacido el 15 de septiembre de 1981 en Iwate) es un exfutbolista japonés. Jugaba de defensa y su último club fue el Morioka Zebra de Japón.

## Trayectoria

### Clubes
| Club           | País  | Año         |
| -------------- | ----- | ----------- |
| Vegalta Sendai | Japón | 2004 - 2007 |
| Yokohama FC    | Japón | 2008        |
| Grulla Morioka | Japón | 2009 - 2010 |
| Morioka Zebra  | Japón | 2012        |